# Cambiano
Cambiano là một thị trấn ở tỉnh Torino trong vùng Piedmont của Ý, nằm cách Torino khoảng 13 km về phía đông nam, giáp giới với Pino Torinese, Chieri, Pecetto Torinese, Moncalieri, Trofarello, Santena, và Villastellone.
Tính đến cuối năm 2004, Cambiano 6.008 cư dân, trải rộng trên diện tích 14,2 km².
Thị trấn Cambiano được chia thành frazioni trong đó có Madonna della Scala.